# Kvalifikace na Mistrovství Evropy ve fotbale 2020 – skupina J
Skupina J kvalifikace na mistrovství Evropy ve fotbale 2020 byla jednou z 10 kvalifikačních skupin na tento šampionát. Přímý postup na závěrečný turnaj si zajistily první 2 týmy. Na rozdíl od předchozích evropských kvalifikací do baráže nepostoupily týmy na základě pořadí v kvalifikační skupině, ale podle konečného žebříčku v jednotlivých skupinách (ligách A–D) Ligy národů UEFA 2018/19.

## Výsledky
| Legenda                                                                         |
| ------------------------------------------------------------------------------- |
| Vítěz skupiny a druhý v pořadí postupující přímo na šampionát                   |
| Týmy postupující do baráže o účast na šampionátu                                |
| V křížové tabulce vpravo je domácí tým v levém sloupci, hostující v horní řadě. |

### Tabulka
| Tým                 | Z  | V  | R | P | VG | IG | +/- | B  |
| ------------------- | -- | -- | - | - | -- | -- | --- | -- |
| Itálie              | 10 | 10 | 0 | 0 | 37 | 4  | +33 | 30 |
| Finsko              | 10 | 6  | 0 | 4 | 16 | 10 | +6  | 18 |
| Řecko               | 10 | 4  | 2 | 4 | 12 | 14 | -2  | 14 |
| Bosna a Hercegovina | 10 | 4  | 1 | 5 | 20 | 17 | +3  | 13 |
| Arménie             | 10 | 3  | 1 | 6 | 14 | 25 | -11 | 10 |
| Lichtenštejnsko     | 10 | 0  | 2 | 8 | 2  | 31 | -29 | 2  |

|                     | Itálie | Finsko | Řecko | Bosna a Hercegovina | Arménie | Lichtenštejnsko |
| ------------------- | ------ | ------ | ----- | ------------------- | ------- | --------------- |
| Itálie              | —      | 2:0    | 2:0   | 2:1                 | 9:1     | 6:0             |
| Finsko              | 1:2    | —      | 1:0   | 2:0                 | 3:0     | 3:0             |
| Řecko               | 0:3    | 2:1    | —     | 2:1                 | 2:3     | 1:1             |
| Bosna a Hercegovina | 0:3    | 4:1    | 2:2   | —                   | 2:1     | 5:0             |
| Arménie             | 1:3    | 0:2    | 0:1   | 4:2                 | —       | 3:0             |
| Lichtenštejnsko     | 0:5    | 0:2    | 0:2   | 0:3                 | 1:1     | —               |

## Zápasy
| 23. března 2019 20:45    |        |                         |                                                                           |
| Bosna a Hercegovina      | 2 : 1  | Arménie                 | Stadion Grbavica, Sarajevo diváci: 10 000 rozhodčí: Jakob Kehlet (Dánsko) |
| Krunić 33' Milošević 80' | Zpráva | Mchitarjan 90+3' (pen.) | Stadion Grbavica, Sarajevo diváci: 10 000 rozhodčí: Jakob Kehlet (Dánsko) |

| 23. března 2019 20:45 |        |        |                                                                      |
| Itálie                | 2 : 0  | Finsko | Stadio Friuli, Udine diváci: 24 000 rozhodčí: Orel Grinfeld (Izrael) |
| Barella 7' Kean 74'   | Zpráva |        | Stadio Friuli, Udine diváci: 24 000 rozhodčí: Orel Grinfeld (Izrael) |

| 23. března 2019 20:45 |        |                           |                                                                             |
| Lichtenštejnsko       | 0 : 2  | Řecko                     | Rheinpark Stadion, Vaduz diváci: 2 711 rozhodčí: Alexandre Boucaut (Belgie) |
|                       | Zpráva | Fortounis 45+1' Donis 80' | Rheinpark Stadion, Vaduz diváci: 2 711 rozhodčí: Alexandre Boucaut (Belgie) |

| 26. března 2019 18:00 |        |                       | |
| Arménie               | 0 : 2  | Finsko                | Stadion republiky Vazgena Sargsjana, Jerevan diváci: 12 900 rozhodčí: Nikola Dabanović (Černá Hora) |
|                       | Zpráva | Jensen 14'} Soiri 78' | Stadion republiky Vazgena Sargsjana, Jerevan diváci: 12 900 rozhodčí: Nikola Dabanović (Černá Hora) |

| 26. března 2019 20:45 |        |                                  |                                                                                   |
| Bosna a Hercegovina   | 2 : 2  | Řecko                            | Bilino Polje Stadium, Zenica diváci: 10 500 rozhodčí: Danny Makkelie (Nizozemsko) |
| Višća 10' Pjanić 15'  | Zpráva | Fortounis 64' (pen.) Kolovos 85' | Bilino Polje Stadium, Zenica diváci: 10 500 rozhodčí: Danny Makkelie (Nizozemsko) |

| 26. března 2019 20:45                                                               |        |                 |                                                                              |
| Itálie                                                                              | 6 : 0  | Lichtenštejnsko | Stadio Ennio Tardini, Parma diváci: 19 834 rozhodčí: Kirill Levnikov (Rusko) |
| Sensi 17' Verratti 32' Quagliarella 35' (pen.), 45+3' (pen.) Kean 69' Pavoletti 76' | Zpráva |                 | Stadio Ennio Tardini, Parma diváci: 19 834 rozhodčí: Kirill Levnikov (Rusko) |

| 8. června 2019 18:00                         |        |                 |                                                                                               |
| Arménie                                      | 3 : 0  | Lichtenštejnsko | Stadion republiky Vazgena Sargsjana, Jerevan diváci: 9 200 rozhodčí: Nikola Popov (Bulharsko) |
| Ghazarjan 2' Karapetian 18' Barseghjan 90+1' | Zpráva |                 | Stadion republiky Vazgena Sargsjana, Jerevan diváci: 9 200 rozhodčí: Nikola Popov (Bulharsko) |

| 8. června 2019 18:00 |        |                     |                                                                             |
| Finsko               | 2 : 0  | Bosna a Hercegovina | Tampere Stadium, Tampere diváci: 16 103 rozhodčí: Daniel Stefanski (Polsko) |
| Pukki 56', 68'       | Zpráva |                     | Tampere Stadium, Tampere diváci: 16 103 rozhodčí: Daniel Stefanski (Polsko) |

| 8. června 2019 20:45 |        |                                     |                                                                             |
| Řecko                | 0 : 3  | Itálie                              | Olympijský stadion, Athény diváci: 19 828 rozhodčí: Anthony Taylor (Anglie) |
|                      | Zpráva | Barella 23' Insigne 30' Bonucci 33' | Olympijský stadion, Athény diváci: 19 828 rozhodčí: Anthony Taylor (Anglie) |

| 11. června 2019 20:45  |        |                                          |                                                                             |
| Řecko                  | 2 : 3  | Arménie                                  | Olympijský stadion, Athény diváci: 7 011 rozhodčí: Kristo Tohver (Estonsko) |
| Zeca 54' Fortounis 87' | Zpráva | Karapetjan 8' Gazarjan 33' Barsegjan 74' | Olympijský stadion, Athény diváci: 7 011 rozhodčí: Kristo Tohver (Estonsko) |

| 11. června 2019 20:45    |        |                     |                                                                                       |
| Itálie                   | 2 : 1  | Bosna a Hercegovina | Juventus Stadium, Turín diváci: 29 100 rozhodčí: Xavier Estrada Fernández (Španělsko) |
| Insigne 49' Verratti 86' | Zpráva | Džeko 32'           | Juventus Stadium, Turín diváci: 29 100 rozhodčí: Xavier Estrada Fernández (Španělsko) |

| 11. června 2019 20:45 |        |                       |                                                                     |
| Lichtenštejnsko       | 0 : 2  | Finsko                | Rheinpark Stadion, Vaduz diváci: 2 160 rozhodčí: Jens Maae (Dánsko) |
|                       | Zpráva | Pukki 37' Källman 57' | Rheinpark Stadion, Vaduz diváci: 2 160 rozhodčí: Jens Maae (Dánsko) |

| 5. září 2019 18:00 |        |                                                     |                                                                                                |
| Arménie            | 1 : 3  | Itálie                                              | Stadion republiky Vazgena Sargsjana, Jerevan diváci: 13 680 rozhodčí: Daniel Siebert (Německo) |
| Karapetian 11'     | Zpráva | Belotti 28' Lo. Pellegrini 77' Ayrapetyan 80' (vl.) | Stadion republiky Vazgena Sargsjana, Jerevan diváci: 13 680 rozhodčí: Daniel Siebert (Německo) |

| 5. září 2019 20:45                                 |        |                 |                                                                             |
| Bosna a Hercegovina                                | 5 : 0  | Lichtenštejnsko | Bilino Polje Stadium, Zenica diváci: 3 825 rozhodčí: Glenn Nyberg (Švédsko) |
| Gojak 11', 89' Malin 80' (vl.) Džeko 85' Višća 87' | Zpráva |                 | Bilino Polje Stadium, Zenica diváci: 3 825 rozhodčí: Glenn Nyberg (Švédsko) |

| 5. září 2019 20:45 |        |       |                                                                                     |
| Finsko             | 1 : 0  | Řecko | Tampere Stadium, Tampere diváci: 16 163 rozhodčí: Juan Martínez Munuera (Španělsko) |
| Pukki 52' (pen.)   | Zpráva |       | Tampere Stadium, Tampere diváci: 16 163 rozhodčí: Juan Martínez Munuera (Španělsko) |

| 8. září 2019 18:00                                      |        |                       |                                                                                                |
| Arménie                                                 | 4 : 2  | Bosna a Hercegovina   | Stadion republiky Vazgena Sargsjana, Jerevan diváci: 12 457 rozhodčí: Benoît Bastien (Francie) |
| Mkhitaryan 3', 66' Hambardzumyan 77' Lončar 90+5' (vl.) | Zpráva | Džeko 13' - Gojak 70' | Stadion republiky Vazgena Sargsjana, Jerevan diváci: 12 457 rozhodčí: Benoît Bastien (Francie) |

| 8. září 2019 20:45 |        |                                  |                                                                          |
| Finsko             | 1 : 2  | Itálie                           | Tampere Stadium, Tampere diváci: 16 292 rozhodčí: Bobby Madden (Skotsko) |
| Pukki 72' (pen.)   | Zpráva | Immobile 59' Jorginho 79' (pen.) | Tampere Stadium, Tampere diváci: 16 292 rozhodčí: Bobby Madden (Skotsko) |

| 8. září 2019 20:45 |        |                 |                                                                                |
| Řecko              | 1 : 1  | Lichtenštejnsko | Olympijský stadion, Athény diváci: 3 445 rozhodčí: Alexander Harkam (Rakousko) |
| Masouras 33'       | Zpráva | Salanović 85'   | Olympijský stadion, Athény diváci: 3 445 rozhodčí: Alexander Harkam (Rakousko) |

| 12. října 2019 18:00                           |        |                |                                                                                |
| Bosna a Hercegovina                            | 4 : 1  | Finsko         | Bilino Polje Stadium, Zenica diváci: 8 193 rozhodčí: Ivan Kružliak (Slovensko) |
| Hajrović 29' Pjanić 37' (pen.), 58' Hodžić 73' | Zpráva | Pohjanpalo 79' | Bilino Polje Stadium, Zenica diváci: 8 193 rozhodčí: Ivan Kružliak (Slovensko) |

| 12. října 2019 20:45                 |        |       |                                                                      |
| Itálie                               | 2 : 0  | Řecko | Stadio Olimpico, Řím diváci: 56 274 rozhodčí: Sergei Karasev (Rusko) |
| Jorginho 63' (pen.) Bernardeschi 78' | Zpráva |       | Stadio Olimpico, Řím diváci: 56 274 rozhodčí: Sergei Karasev (Rusko) |

| 12. října 2019 20:45 |        |                |                                                                           |
| Lichtenštejnsko      | 1 : 1  | Arménie        | Rheinpark Stadion, Vaduz diváci: 2 285 rozhodčí: István Kovács (Rumunsko) |
| Y. Frick 72'         | Zpráva | Barseghyan 19' | Rheinpark Stadion, Vaduz diváci: 2 285 rozhodčí: István Kovács (Rumunsko) |

| 15. října 2019 20:45      |        |         |                                                                              |
| Finsko                    | 3 : 0  | Arménie | Veritas Stadion, Turku diváci: 7 231 rozhodčí: Jesús Gil Manzano (Španělsko) |
| Jensen 31' Pukki 61', 88' | Zpráva |         | Veritas Stadion, Turku diváci: 7 231 rozhodčí: Jesús Gil Manzano (Španělsko) |

| 15. října 2019 20:45             |        |                     |                                                                           |
| Řecko                            | 2 : 1  | Bosna a Hercegovina | Olympijský stadion, Athény diváci: 4 512 rozhodčí: Felix Zwayer (Německo) |
| Pavlidis 30' Kovačević 88' (vl.) | Zpráva | Gojak 35'           | Olympijský stadion, Athény diváci: 4 512 rozhodčí: Felix Zwayer (Německo) |

| 15. října 2019 20:45 |        |                                                                  |                                                                              |
| Lichtenštejnsko      | 0 : 5  | Itálie                                                           | Rheinpark Stadion, Vaduz diváci: 5 087 rozhodčí: Andris Treimanis (Lotyšsko) |
|                      | Zpráva | Bernardeschi 2' Belotti 70', 90+2' Romagnoli 77' El Shaarawy 82' | Rheinpark Stadion, Vaduz diváci: 5 087 rozhodčí: Andris Treimanis (Lotyšsko) |

| 15. listopadu 2019 18:00 |        |             |                                                                                                |
| Arménie                  | 1 : 0  | Řecko       | Stadion republiky Vazgena Sargsjana, Jerevan diváci: 6 450 rozhodčí: Paweł Raczkowski (Polsko) |
|                          | Zpráva | Limnios 35' | Stadion republiky Vazgena Sargsjana, Jerevan diváci: 6 450 rozhodčí: Paweł Raczkowski (Polsko) |

| 15. listopadu 2019 18:00           |        |                 |                                                                             |
| Finsko                             | 3 : 0  | Lichtenštejnsko | Telia 5G -areena, Helsinki diváci: 9 804 rozhodčí: Benoît Bastien (Francie) |
| Tuominen 21' Pukki 64' (pen.), 75' | Zpráva |                 | Telia 5G -areena, Helsinki diváci: 9 804 rozhodčí: Benoît Bastien (Francie) |

| 15. listopadu 2019 20:45 |        |                                    |                                                                                 |
| Bosna a Hercegovina      | 0 : 3  | Itálie                             | Bilino Polje Stadium, Zenica diváci: 8 355 rozhodčí: Sandro Schärer (Švýcarsko) |
|                          | Zpráva | Acerbi 21' Insigne 37' Belotti 52' | Bilino Polje Stadium, Zenica diváci: 8 355 rozhodčí: Sandro Schärer (Švýcarsko) |

| 18. listopadu 2019 20:45      |        |           |                                                                          |
| Řecko                         | 2 : 1  | Finsko    | Olympijský stadion, Athény diváci: 5 453 rozhodčí: Aleksei Eskov (Rusko) |
| Mantalos 47' Galanopoulos 70' | Zpráva | Pukki 27' | Olympijský stadion, Athény diváci: 5 453 rozhodčí: Aleksei Eskov (Rusko) |

| 18. listopadu 2019 20:45                                                                               |        |             |                                                                                    |
| Itálie                                                                                                 | 9 : 1  | Arménie     | Stadio Renzo Barbera, Palermo diváci: 27 752 rozhodčí: Tiago Martins (Portugalsko) |
| Immobile 8', 33' Zaniolo 9', 64' Barella 29' Romagnoli 72' Jorginho 75' (pen.) Orsolini 78' Chiesa 81' | Zpráva | Babayan 79' | Stadio Renzo Barbera, Palermo diváci: 27 752 rozhodčí: Tiago Martins (Portugalsko) |

| 18. listopadu 2019 20:45 |        |                           |                                                                          |
| Lichtenštejnsko          | 0 : 3  | Bosna a Hercegovina       | Rheinpark Stadion, Vaduz diváci: 2 993 rozhodčí: Halis Özkahya (Turecko) |
|                          | Zpráva | Ćivić 57' Hodžić 64', 72' | Rheinpark Stadion, Vaduz diváci: 2 993 rozhodčí: Halis Özkahya (Turecko) |